# جون شيرر هوفام
جون شيرر هوفام (بالإنجليزية: John Scherer Hougham) (28 مايو 1821 – 31 مارس 1894) كان أول أستاذ يتم تعيينه رسميًا في جامعة بوردو، كما شغل مرتين منصب الرئيس بالإنابة للجامعة.

## حياته الأكاديمية
كان هوفام شخصية محورية في بدايات جامعة بوردو، إذ عُيّن أول أستاذ رسمي فيها، ودرّس مواد متنوعة مثل الفيزياء والفلسفة وعلم الفلك والميكانيكا الزراعية.
عقب استقالة أول رئيس رسمي للجامعة، ريتشارد ديل أوين، في 1 مارس 1874، تولى هوفام منصب **الرئيس بالإنابة** بشكل غير رسمي من 11 مارس إلى 11 يونيو من نفس العام.
ثم شغل مرة أخرى منصب الرئيس بالإنابة الرسمي للجامعة بين 6 نوفمبر 1875 و30 أبريل 1876، في الفترة الانتقالية بين إدارة أبراهام شورترج وإيمرسون وايت.

## وفاته
توفي جون هوفام في 31 مارس 1894، بعد مسيرة أكاديمية بارزة في خدمة التعليم العالي والعلوم الزراعية في الولايات المتحدة.